# Hydraena czernohorskyi
Hydraena czernohorskyi är en skalbaggsart som beskrevs av Müller 1911. Hydraena czernohorskyi ingår i släktet Hydraena och familjen vattenbrynsbaggar. Inga underarter finns listade i Catalogue of Life.